# La Dame aux camélias (pel·lícula de 1912)
La Dame aux camélias és una pel·lícula francesa dirigida per André Calmettes i Henri Pouctal adaptació de novel·la d'Alexandre Dumas fill, i va aparèixer a les pantalles parisenques el 1912. És una pel·lícula molt acurada pel que fa a la tècnica de la imatge.

## Repartiment
- Sarah Bernhardt: Marguerite Gautier
- Lou Tellegen: Armand Duval
- Paul Capellani: Sadoul
- Henri Pouctal
- Georges Charmeroy
- Suzanne Seylor
- Henri Desfontaines
- Pitou

## Al voltant de la pel·lícula
Sarah Bernhardt, que va interpretar el paper de Marguerite Gautier, tenia 60 anys durant el rodatge.